# 中之島 (鹿兒島縣)
中之島（日语：／ Nakano-shima）是吐噶喇群島中的一個島嶼，中之島為吐噶喇七島中的最大島嶼和中心島嶼，故而得名。
行政區劃上，中之島屬於日本鹿兒島縣鹿兒島郡十島村，十島村的行政中心也位於該島上。截止2015年12月31日，島上有人口158人。